# Angélica (1991)
Angélica é o quarto álbum de estúdio da apresentadora e cantora brasileira Angélica, lançado em 1991 pela Columbia (atual Sony Music Brasil). Produzido por Marco Mazzola, as gravações contaram com a participação de instrumentistas e arranjadores brasileiros, e ocorreram nos estúdios Impressão Digital (no Rio de Janeiro), e Groua Control (em Los Angeles) e o lançamento ocorreu na mesma época em que a artista estreava como atriz de televisão na minissérie O Guarani, onde interpretou a personagem Ceci. 
Como forma de divulgação, Angélica fez aparições em programas de televisão. O primeiro single, "Amor Amor", foi lançado em meados de 1991, seguido pelo segundo single, "Quando Você Chegar", uma versão em português da canção "Cuando calienta el sol". 
Comercialmente, tornou-se um sucesso, com a Associação Brasileira dos Produtores de Discos (ABPD) o certificando como disco de ouro, o quarto álbum consecutivo de Angélica a atingir tal feito. O álbum foi o terceiro da cantora que foi lançado no formato CD, mas encontra-se fora de catálogo. É possível ouvi-lo via streaming em diversas plataformas digitais.

## Antecedentes
Em 1991, Angélica já era um dos grandes nomes da indústria fonográfica brasileira. Seus três primeiros discos autointitulados venderam juntos próximo de três milhões de cópias, fazendo dela figura presente nas listas de álbuns mais vendidos da Nopem.
Aproveitando sua popularidade em diversos projetos de entretenimento, a gravadora Columbia decidiu produzir e gravar mais um álbum da artista.

## Produção e gravação
Em 11 de maio de 1991, o jornal Tribuna da Imprensa informou que no próximo dia 21, a cantora entraria de férias das gravações de seu programa na Rede Manchete, para se dedicar durante um mês as gravações do que seria o seu quarto álbum de estúdio, nos Estados Unidos.
O LP foi produzido por Marco Mazzola, marcando o quarto trabalho consecutivo em parceria com ele. Em relação à banda de apoio, alguns dos mais renomados instrumentistas brasileiros participaram das gravações, incluindo Sivuca (acordeão), Márcio Montarroyos (trompete), Vitor Biglione e Celso Fonseca (guitarras), e Cristovão Bastos (flauta). Os arranjos foram elaborados por nomes de destaque como Lincoln Olivetti, Ricardo Leão, Piska, Randy Kerber e Jerry Hey. As gravações foram divididas entre o estúdio Impressão Digital, no Rio de Janeiro e o Groua Control, em Los Angeles, nos Estados Unidos.
Duas canções do cantor italiano Jovanotti foram versionadas para o português, ambas presentes no álbum Giovani Jovanotti do cantor, lançado em 1990, a saber: "I Numeri" e "Ciao mamma". A última citada, tornou-se um single em 1995, da coletânea musical Lorenzo 1990-1995 que reúne os sucessos iniciais da carreira do cantor e compositor. A música também foi incluída na trilha sonora do filme Cucciolo de 1998 e serviu como tema de encerramento do programa de televisão da Itália, Fantastico, em sua edição de 1990.

## Lançamento e divulgação
Em 18 de agosto, o jornalista Augusto Pantoja afirmou na sua coluna do Jornal do Commercio, que o álbum seria lançado na segunda quinzena de agosto.
O lançamento do álbum marcou também a estreia de Angélica como atriz de TV. Ela participou da minissérie O Guarani, escrita por Walcyr Carrasco, livremente inspirada no romance homônimo de José de Alencar e dirigida por Marcos Schechtman. Ela interpretou a personagem Ceci, a filha de um fidalgo que se apaixona pelo indígena Peri.
A divulgação contou com aparições em programas de televisão, como o Jô Soares Onze e Meia, do SBT.

## Singles
"Amor Amor" foi lançado como primeira música de trabalho, em meados de 1991. A música original, intitulada "We Love To Love", é uma composição em língua inglesa de Peter Columbus, Oliver Kels e Mychal Sampson. Foi gravada pelo trio de rap e hip hop estadunidense P.M. Sampson & Double Key, em seu único álbum de estúdio: Listen to My Heart Beat, lançado em 1990. A versão do trio fez sucesso em países da Europa, tais como a Alemanha (onde alcançou a posição de número 4) e a Áustria (onde atingiu como pico o número 13). A versão de Angélica apareceu entre as mais executadas em paradas musicais de algumas rádios brasileiras.
"Quando Você Chegar" foi lançada como segundo e último single, também em 1991. Trata-se de uma versão em português da popular canção espanhola "Cuando calienta el sol". Publicada em 1961, tornou-se famosa pelo grupo vocal cubano-mexicano Los Hermanos Rigual, com letras de Carlos Rigual e Mario Rigual, membros da banda. O cantor mexicano Luis Miguel regravou a canção em seu álbum Soy Como Quiero Ser em 1987, e alcançou a posição de número 50 na parada Billboard Hot Latin Songs nos Estados Unidos.

## Desempenho comercial
Comercialmente, tornou-se mais um sucesso da carreira de Angélica. Na parada do Jornal do Brasil, auditada pela Nopem, estreou em 4 de outubro de 1991, na posição de número 10. Semanas depois, em 6 de dezembro, atingiu o seu pico na vice-liderança da lista.
A Associação Brasileira dos Produtores de Discos (ABPD) (atual Pro-Música Brasil (PMB)), auditou as primeiras cem mil cópias que foram levadas as lojas e o certificou como disco de ouro pela organização, o quarto álbum consecutivo de Angélica a atingir tal feito e o segundo pela ABPD.

## Lista de faixas
- Créditos adaptados do CD Angélica, de 1991.[26]

| N.º | Título                                        | Compositor(es)                                                                        | Duração |  |
| 1.  | "Amor Amor" (We Love To Love)                 | Peter Columbus / Oliver Kels / Mychal Sampson · Vrs.: Edgard Poças                    | 4:18    |  |
| 2.  | "Os Números" (I Numeri)                       | Lorenzo Jovanotti Cherubini / Massimo Gabutti · Vrs.: Edgard Poças                    | 4:14    |  |
| 3.  | "Ei Manhê!" (Ciao Mamma)                      | Claudio Cecchetto / Lorenzo Jovanotti Cherubini / Luca Cersosimo · Vrs.: Edgard Poças | 4:43    |  |
| 4.  | "O Bom e Velho Rock n' Roll"                  | César Costa Filho / Luís Sarmanho                                                     | 3:43    |  |
| 5.  | "Algodão Doce e Guaraná"                      | Cláudio Rios / Reinaldo Gonzaga                                                       | 3:38    |  |
| 6.  | "Meu Amigo ET"                                | Carlos Pedro                                                                          | 4:56    |  |
| 7.  | "Quando Você Chegar" (Cuando Calienta El Sol) | Carlos Rigual / Mario Rigual · Vrs.: Biafra                                           | 3:46    |  |
| 8.  | "Vem Que Eu Te Espero"                        | César Augusto / Piska                                                                 | 4:38    |  |
| 9.  | "Cara de Pau"                                 | Augusto César / Paulo Sérgio Valle                                                    | 3:49    |  |
| 10. | "Uma Estória de Amor"                         | Michael Sullivan / Paulo Massadas                                                     | 4:35    |  |

## Tabelas

### Tabelas semanais
| Tabela musical (1991) | Melhor posição |
| --------------------- | -------------- |
| Brasil (Nopem)        | 2              |

## Certificações e vendas
| Brasil (Pro-Música Brasil)                       | Ouro | 1991 | 100.000* |
| *número de vendas baseado apenas na certificação |      |      |          |